# Robert II. (Namur)
Robert II. († zwischen 1018 und 1031) war Graf von Namur ab 1010. Er war der Sohn von Graf Albert I. und Ermengarde von Niederlothringen.
Durch seine Mutter war er der Neffe von Lambert I., Graf von Löwen, dessen Kampf gegen Balderich II., Bischof von Lüttich, er unterstützte, den sie am 12. Oktober 1012 in Hoegaarden schlagen konnten. Robert II. nahm auch 1015 der Schlacht bei Florennes teil, in der Lambert getötet wurde.
Einige Chronisten erklären, dass auch Robert in dieser Schlacht gefallen sei. Er überlebte jedoch und wird noch im Jahr 1018 in einer kaiserlichen Urkunde erwähnt. Er starb unverheiratet und kinderlos.